# Саку (Естонија)
Саку је варошица (ест. Alevik) и административно средиште истоимене општине у округу Харју у Естонији, а налази се 16 км јужно од главног града, Талина. Према попису из 2010, Саку има популацију од 4.712 што га чини највећом варошицом у Естонији.
Саку је најпознатији по Саку пивари која је једна од две највеће пиваре у Естонији.